# Eduardus Sangsun
Eduardus Sangsun SVD (* 14. Juni 1943 in Karot; † 13. Oktober 2008 in Jakarta) war Bischof von Ruteng in Indonesien.

## Leben
Eduardus Sangsun trat der Ordensgemeinschaft der Steyler Missionare bei und empfing 1972 die Priesterweihe.
1984 wurde er von Papst Johannes Paul II. zum Bischof von Ruteng ernannt. Die Bischofsweihe spendete ihm am 25. März 1985 der Erzbischof von Endeh, Donatus Djagom SVD; Mitkonsekratoren waren Vitalis Djebarus SVD, Bischof von Denpasar, und Darius Nggawa SVD, Bischof von Larantuka. 
Er verstarb am 13. Oktober 2008 in einem Krankenhaus in Jakarta an den Folgen eines Herzinfarkts. 